# Star 244
Star 244 — среднетоннажный грузовой автомобиль производства завода грузовых автомобилей «Star» в городе Стараховице (ПНР). Вытеснен с конвейера моделью Star 744. 

## История
Автомобиль Star 244 серийно производился с 1975 года. Автомобиль оборудован кабиной 642 с отоплением и вентиляцией.
Автомобиль оснащён двигателем внутреннего сгорания Star 359.55, пятиступенчатой механической трансмиссией ZF S5-45 и двухступенчатой раздаточной коробкой. Максимальная скорость автомобиля ограничена до 82 км/ч.
Автомобиль эксплуатировался в сельском хозяйстве, лесном хозяйстве, архитектурной инженерии, энергетической отрасли, Польской армии и в качестве пожарного автомобиля.
Модель Star 244 способна переправляться через водоёмы глубиной 120 см, благодаря шноркелю, установленному возле левой колёсной арки.
Производство завершилось в 2000 году.

## Модификации
- Star 3w244 — самосвал с кузовом SHL-Kielce, представленный в 1976 году.
- Star 244r — сельскохозяйственный самосвал, представленный в 1977 году.
- Star 244RS (R — аграрный, S — специальный) — сельскохозяйственный самосвал, представленный в 1979 году.
- Star 244L — модификация с удлинённым кузовом, представленная в 1978 году.
- Star 3w244r — сельскохозяйственный самосвал, представленный в 1978 году (50 экземпляров).

## Галерея

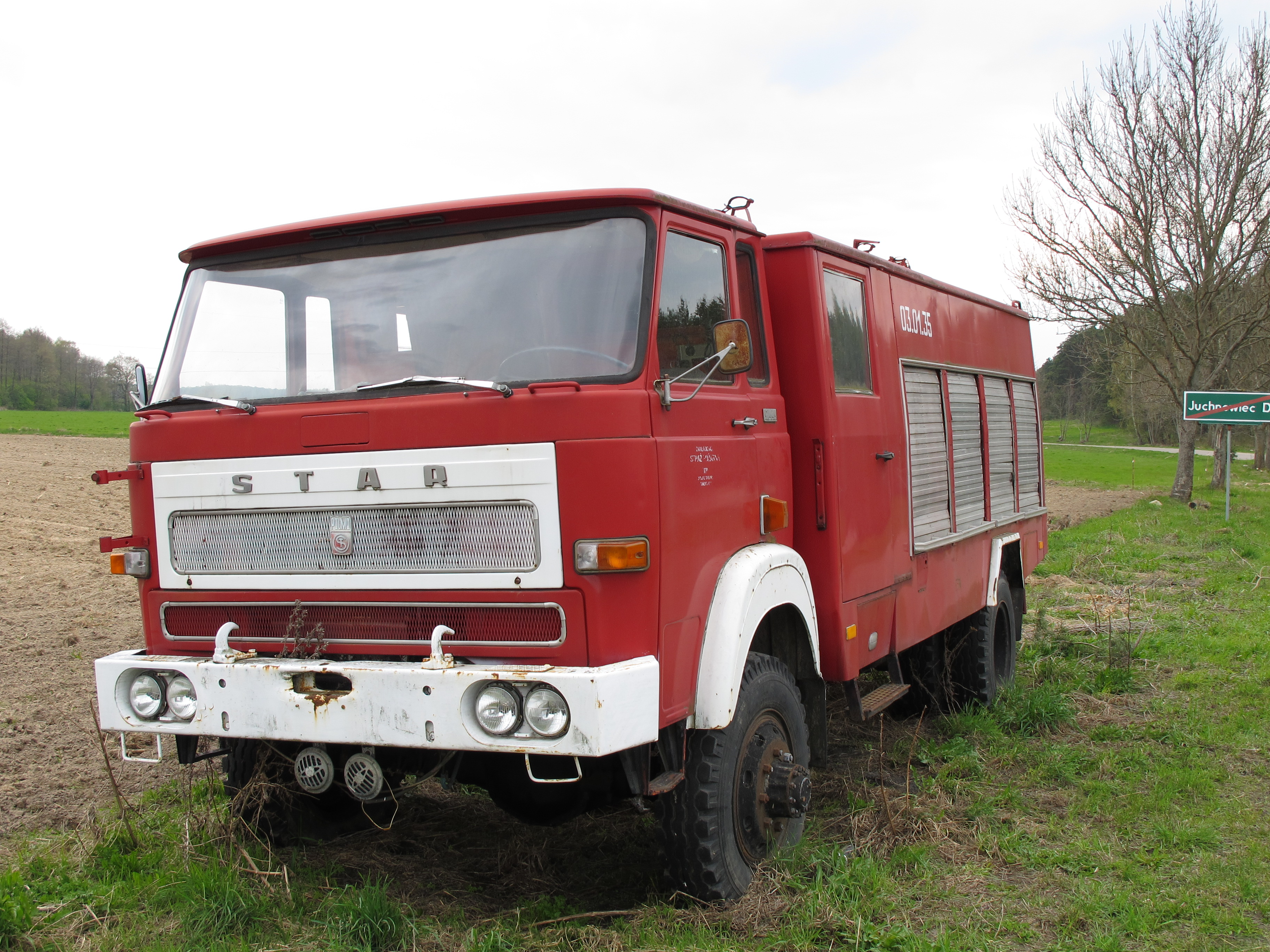
Пожарный автомобиль Jelcz 008
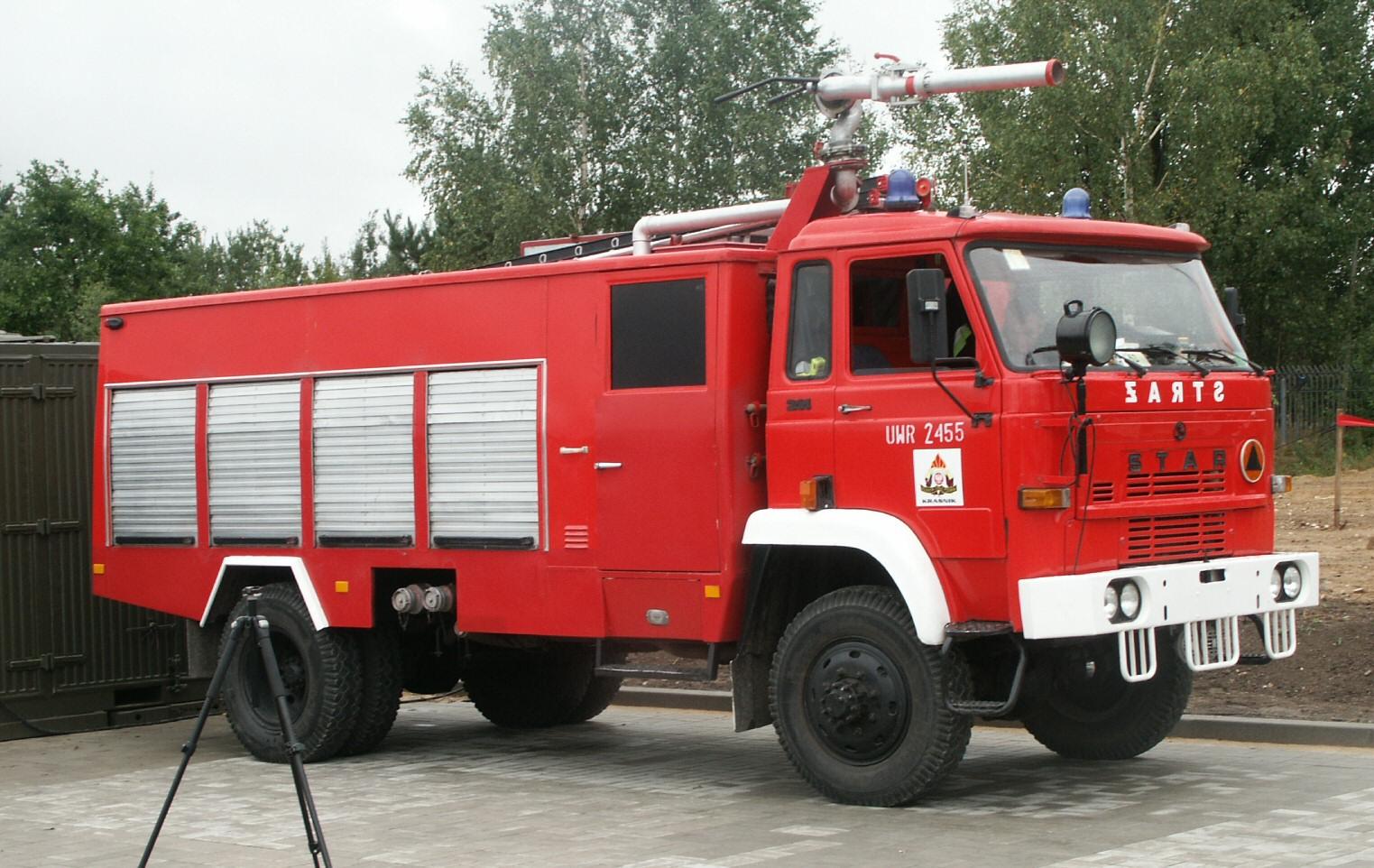
Star 244L
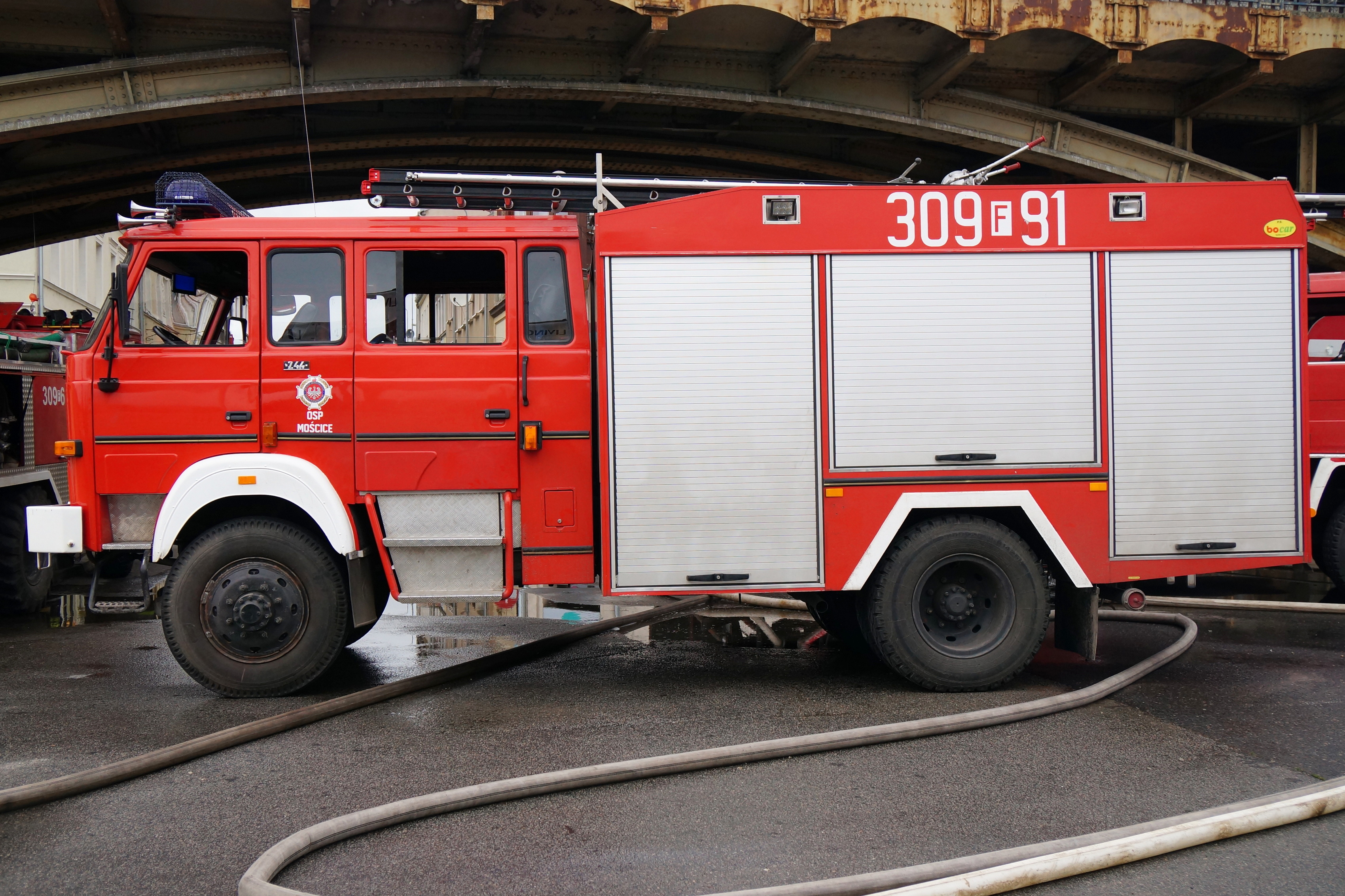
Star 244L с двойной кабиной